# Thylogale brunii
Il pademelon scuro (Thylogale brunii Schreber, 1778), noto anche come wallaby scuro, è una specie di marsupiale della famiglia dei Macropodidi. È diffuso nelle foreste pluviali e nelle savane della Nuova Guinea meridionale (nei distretti delle Pianure del Fiume Fly e di Port Moresby), sulle Isole Aru e sull'isola di Kei Besar. È minacciato dalla deforestazione.